# Спокуса Дон-Жуана
«Спокуса Дон-Жуана» (рос. «Искушение Дон-Жуана») — український радянський художній фільм 1985 року режисерів Григорія Колтунова та Василя Левіна за мотивами драми Лесі Українки «Камінний господар». Знятий Одеською кіностудією російською мовою.

## Сюжет
До Севільї без дозволу короля повертається Дон-Жуан. У нього закохується наречена Комендатора — Анна. Вона, як і її наречений, сповнена бажання повалити короля. Запалений пристрастю Дон-Жуан у дуелі вбиває Комендатора.

## У ролях
- Івар Калниньш — Дон-Жуан
- Олена Фіногєєва — Анна
- Станіслав Садальський
- Олена Тонунц — Долопес
- Гіві Тохадзе — король
- Костянтин Степанков
- Олексій Колесник
- Анзор Урдія
- Ігор Слободський
- Семен Крупник
- Тетяна Хвостикова
- Анна Бистрова
- Ельвіра Зубкова
- Михайло Іоффе
- Борис Зайденберг

## Творча група
- Сценарій: Григорій Колтунов
- Режисери-постановники: Григорій Колтунов Василь Левін
- Оператор-постановник: Михайло Медников
- Художник-постановник: Олександр Токарєв
- Звукооператор: Анатолій Подлєсний
- Режисер: Олександр Амелін
- Оператори: М. Майсурадзе, Олександр Чубаров, А. Ляшенко; 
  - комбіновані зйомки — Георгій Лемешев, А. Талдикін
- Художники: по костюмах — Н. Акімова; по гриму — Володимир Талала, Р. Молчанова; декоратор — І. Львович; фотограф — В. Афоносопуло
- Режисер монтаажу: О. Федоренко
- Редактор: Анатолій Демчуков
- У фільмі використано музику Бізе, Глінки, Равеля, Мануеля де Фалья
- Музичний редактор: Олена Вітухіна
- Консультант: Вікторія Колтунова
- Директори картини: А. Сердюков, Е. Перекрестова